# Seattle Seahawks 1988
La stagione 1988 dei Seattle Seahawks è stata la 13ª della franchigia nella National Football League. I Seahawks vinsero il titolo di division della AFC West per la prima volta nella storia. In questa stagione il controllo della società passò dai suoi proprietari originari, la famiglia Nordstrom, a Ken Behring e al suo partner Ken Hofmann per circa 80 milioni di dollari.

## Scelte nel Draft NFL 1988
| Giro/scelta | Giocatore       | Ruolo            | College              |
| ----------- | --------------- | ---------------- | -------------------- |
| 2/49        | Brian Blades    | Wide receiver    | Miami (FL)           |
| 3/75        | Tommy Kane      | Wide Receiver    | Syracuse             |
| 4/101       | Kevin Harmon    | Running back     | Iowa                 |
| 6/158       | Roy Hart        | Nose tackle      | South Carolina       |
| 7/185       | Ray Jackson     | Defensive back   | Ohio State           |
| 8/215       | Robert Tyler    | Tight end        | South Carolina State |
| 9/242       | Deatrich Wise   | Nose Tackle      | Jackson State        |
| 10/269      | Derwin Jones    | Defensive end    | Miami (FL)           |
| 11/284      | Rick McLeod     | Offensive tackle | Washington           |
| 11/299      | Dwayne Harper   | Defensive Back   | South Carolina State |
| 12/326      | Dave DesRochers | Offensive Tackle | San Diego State      |

## Staff
Fonte:

## Calendario

### Stagione regolare
| Turno | Data              | Avversario             | Risultato | Stadio                        | Record | Pubblico |
| 1     | 4 settembre 1988  | @ Denver Broncos       | V 21-14   | Mile High Stadium             | 1-0    | 75.986   |
| 2     | 11 settembre 1988 | Kansas City Chiefs     | V 31-10   | Kingdome                      | 2-0    | 61.512   |
| 3     | 18 settembre 1988 | @ San Diego Chargers   | S 6-17    | Jack Murphy Stadium           | 2-1    | 44.449   |
| 4     | 25 settembre 1988 | San Francisco 49ers    | S 7-38    | Kingdome                      | 2-2    | 62.382   |
| 5     | 2 ottobre 1988    | @ Atlanta Falcons      | V 31-20   | Atlanta-Fulton County Stadium | 3-2    | 28.619   |
| 6     | 9 ottobre 1988    | @ Cleveland Browns     | V 16-10   | Cleveland Stadium             | 4-2    | 78.605   |
| 7     | 16 ottobre 1988   | New Orleans Saints     | S 19-20   | Kingdome                      | 4-3    | 63.569   |
| 8     | 23 ottobre 1988   | @ Los Angeles Rams     | S 10-31   | Anaheim Stadium               | 4-4    | 57.033   |
| 9     | 30 ottobre 1988   | San Diego Chargers     | V 17-14   | Kingdome                      | 5-4    | 59.641   |
| 10    | 6 novembre 1988   | Buffalo Bills          | S 3-13    | Kingdome                      | 5-5    | 61.074   |
| 11    | 13 novembre 1988  | Houston Oilers         | V 27-24   | Kingdome                      | 6-5    | 60.446   |
| 12    | 20 novembre 1988  | @ Kansas City Chiefs   | S 24-27   | Arrowhead Stadium             | 6-6    | 33.152   |
| 13    | 28 novembre 1988  | Los Angeles Raiders    | V 35-27   | Kingdome                      | 7-6    | 62,641   |
| 14    | 4 dicembre 1988   | @ New England Patriots | S 7-13    | Sullivan Stadium              | 7-7    | 59.086   |
| 15    | 11 dicembre 1988  | Denver Broncos         | V 42-14   | Kingdome                      | 8-7    | 62.838   |
| 16    | 18 dicembre 1988  | @ Los Angeles Raiders  | V 43-37   | Los Angeles Memorial Coliseum | 9-7    | 61.127   |

### Playoff
| Turno            | Data             | Avversario           | Risultato | Stadio             | Pubblico |
| Divisional round | 31 dicembre 1988 | @ Cincinnati Bengals | S 13-21   | Riverfront Stadium | 58.560   |

## Leader della squadra
| Leader della squadra   |               |       |
| Categoria              | Giocatore     | N.    |
| Yard passate           | Dave Krieg    | 1.741 |
| Touchdown passati      | Dave Krieg    | 18    |
| Yard corse             | Curt Warner   | 1.025 |
| Touchdown su corsa     | Curt Warner   | 10    |
| Ricezioni              | John Williams | 58    |
| Yard ricevute          | Brian Blades  | 682   |
| Touchdown su ricezione | Brian Blades  | 8     |
| Sack                   | Jacob Green   | 9,0   |
| Intercetti             | Paul Moyer    | 6     |